# Lidlington
Lidlington è un paese di 1 145 abitanti della contea del Bedfordshire, in Inghilterra.